# Peter Ronsse
Peter Ronsse (* 9. Februar 1980 in Harelbeke) ist ein belgischer Radrennfahrer.

## Karriere
Peter Ronsse gewann 2001 den Prolog der Tour de Liège. Von 2004 fuhr er für die belgische Mannschaft Jartazi Granville und gewann den Vlaamse Havenpijl. 2007 fuhr er für das Continental Team Babes Only-Villapark Lingemeer-Flanders. In seinem ersten Jahr dort konnte er den Grand Prix de la Ville de Pérenchies für sich entscheiden. Seine internationale Laufbahn beendete er 2009 bei Cinelli-Down Under. Bei den belgischen Zeitfahrmeisterschaften wurde er 2010 Zehnter.

## Erfolge
2004
- Vlaamse Havenpijl

2007
- Grand Prix de la ville de Pérenchies

## Teams
- 2004 Jartazi Granville
- 2005 Jartazi Granville
- 2006 Jartazi-7Mobile
- 2007 Babes Only-Villapark Lingemeer-Flanders
- 2008 Cyclingnews-Jako
- 2009 Cinelli-Down Under